# Zănogi, Caraș-Severin
Zănogi este un sat în comuna Cornereva din județul Caraș-Severin, Banat, România.